# Marghanita Laski
Marghanita Laski (geboren 24. Oktober 1915 in Manchester; gestorben 6. Februar 1988 in London) war eine britische Journalistin und Schriftstellerin.

## Leben
Marghanita Laski stammte aus einer jüdischen Intellektuellenfamilie, ihr Onkel war Harold Laski, ein Großvater Moses Gaster. Ihr Vater Neville  Laski war zwischen 1933 und 1940 Präsident des Board of Deputies of British Jews.
Laski besuchte die Privatschule St Paul’s Girls’ School in Hammersmith und studierte Englisch am Somerville College in Oxford. Sie heiratete 1937 den Verleger John Eldred Howard, sie hatten zwei Kinder und wohnten in Hampstead Heath und in Südfrankreich.
Laskis erster Roman erschien 1944. Sie schrieb literarische Biografien, Theaterstücke, Kurzgeschichten und arbeitete für den Rundfunk. Laski war in den 1950er und 1960er Jahren beim Fernsehsender BBC Teilnehmerin mehrerer Panel-Shows, produzierte aber auch Sendungen über Rudyard Kipling. Sie schrieb Rezensionen für den The Observer,  insbesondere zu Science-Fiction-Literatur.
Laski sammelte auf Karteikarten für das Oxford English Dictionary bis 1986 ca. 250.000 Fundstellen aus Katalogen des Einzelhandels und aus der Kriminalliteratur.
Laski war ab 1979 im Arts Council aktiv und dessen Vizepräsidenten von 1982 bis 1986.
Laski war aktive Unterstützerin der Campaign for Nuclear Disarmament.

## Werke (Auswahl)
- Love on the Supertax. Roman. 1944.
- (Hrsg.): Stories of Adventure. 1946.
- (Hrsg.): The Patchwork Book. 1946
- Sarah Russell (Pseudonym): To Bed with Grand Music. 1946.
- (Hrsg.): Victorian Tales for Girls. 1947.
- Tory Heaven or Thunder on the Right. 1948.
- Little Boy Lost. Roman. 1949.
- Toasted English. 1949.
- Mrs Ewing, Mrs Molesworth and Mrs Hodgson Burnett. 1950.
- The Village. Roman. 1952.
- The Victorian Chaise-longue. Roman. 1953.
- The Tower. Kurzgeschichte. 1955.
- Apologies. 1955
- The Offshore Island. Drama. 1959 (Thema Atomkrieg).
- Ecstasy: a Study of Some Secular and Religious Experiences. 1961.
- mit Georgina Battiscombe (Hrsg.): A Chaplet for Charlotte Yonge. 1965.
- Jane Austen and her world. Viking Press, New York 1969.
- mit Anthony von Sourozh: God and Man. 1971.
- George Eliot and Her World. 1973.
- (Hrsg.): Kipling’s English History. Gedichte. 1974.
- Everyday Ecstasy. 1980.
- Ferry, the Jerusalem Cat. 1983.
- From Palm to Pine: Rudyard Kipling Abroad and at Home. Biografie. 1987.
- Common Ground: an Anthology. 1989.
- To Bed with Grand Music. 2001 (postum).

## Foto
- nicht gemeinfreies Porträt, in der englischen Wikipedia